# Avia-Traffic-Company-Flug 768
Avia-Traffic-Company-Flug 768 war ein Passagierflug der Avia Traffic Company am 22. November 2015 von der kirgisischen Hauptstadt Bischkek nach Osch. Bei der Landung in Osch kam es zu einem harten Aufprall auf der Landebahn, infolge dessen die Räder abbrachen und das Flugzeug über die Landebahn hinaus glitt.

## Flugzeug
Die Boeing 737-300, die für Flug 768 benutzt wurde, war zum Zeitpunkt des Unglücks circa 25 Jahre alt und zuvor bereits von Citilink, Garuda Indonesia, Air Philippines und Philippine Airlines genutzt worden.

## Vorfall
Der Flug sollte eigentlich vom russischen Krasnojarsk nach Osch in Kirgisistan durchgeführt werden. Starker Nebel machte eine Landung in Osch aber vorerst unmöglich, sodass die Maschine in Bischkek landen musste. Nach einer 90-minütigen Wartezeit am Flughafen Manas bei Bischkek wurden bessere Bedingungen in Osch gemeldet und die Maschine startete erneut mit Ziel Osch. Kurz vor der Landung in Osch wurde eine erneute Verdichtung des Nebels gemeldet. Bei der Landung auf der nassen Landebahn 12 des Osch International Airport schlug die Maschine zu hart auf die Landebahn auf, sodass alle Räder abbrachen. Daraufhin rutschte die Maschine unkontrolliert über die Landebahn hinweg und kam in unebenem Terrain 529 Meter hinter dem Ende der Landebahn zum Stehen. Dabei löste sich der linke Motor des Flugzeugs, der rechte fiel aus.
Sechs Menschen erlitten bei dem Unfall schwere Verletzungen, fünf wurden leicht verletzt, Todesfälle gab es keine. Das Flugzeug wurde auf Grund der schweren Beschädigungen nicht wieder in Dienst genommen.

## Untersuchungen
Der Vorfall wurde vom kirgisischen Verkehrsministerium und der russischen Zivilluftfahrtbehörde untersucht. Am 17. August 2016 veröffentlichte das Zwischenstaatliche Luftfahrtkomitee, eine gemeinsame Organisation der GUS-Staaten für die zivile Luftfahrt, einen Abschlussbericht zu Avia-Traffic-Company-Flug 768. Als Grund für den Vorfall wurden mehrere Gründe ausgemacht, unter anderem die ungenaue Wettervorhersage, die zu der Landung in starkem Nebel führte, und Fehlverhalten der Crew, insbesondere des Piloten.